# Asa (alfarería)

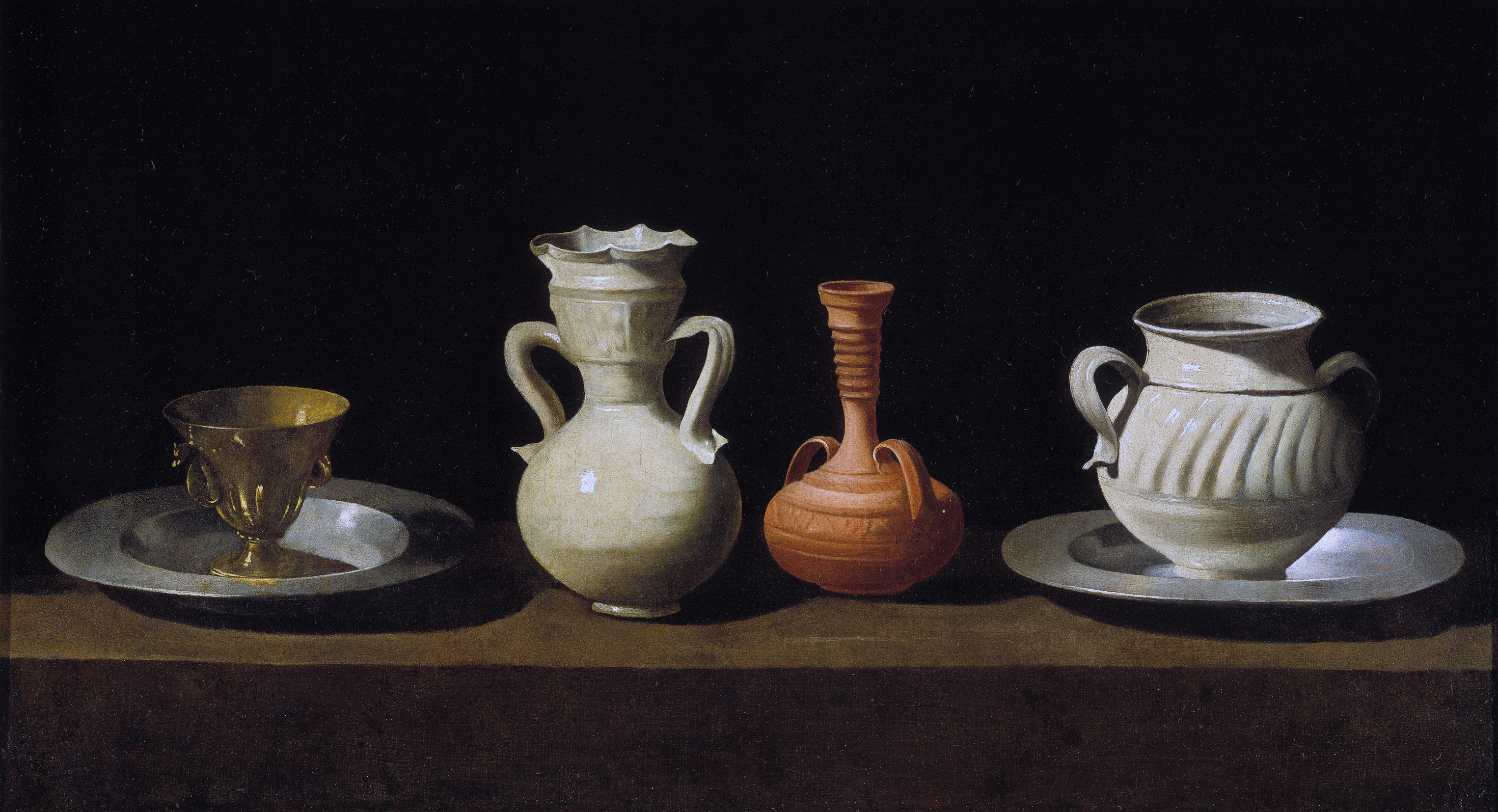
Juego de asas en un bodegón pintado por Zurbarán hacia 1650. Museo del Prado.

Asa o asidero son, en alfarería, elementos de suspensión y aprehensión, es decir: piezas que sobresalen del vaso, vasija o cuerpo principal del objeto de cerámica al que se aplican para facilitar su manejo. Por lo general tienen forma curva o anillada y dejan un hueco que permita pasar la mano, o al menos uno o varios dedos. Como elementos complementarios exteriores a la vasija se elaboran aparte y se colocan pasado un tiempo, con la pasta al punto de oreo. En los jarrones y vasos decorativos, las asas tienen un valor ornamental que rompe la simetría de las líneas del contorno, aún sin perder su origen funcional.

## Proceso de fabricación
Para hacer las asas de cántaros, pucheros, botijos etc., el alfarero coloca el barro recién amasado en el borde de una mesa y va haciendo churros (tiras) que luego coloca, de una en una, en las piezas. Esta operación, llamada enasar se realiza con barro líquido y la simple presión de los dedos del maestro como único 'pegamento'.

### Tipos de asa
En alfarería, las asas suelen clasificarse con arreglo a los siguientes términos:
Por su forma: anular o de toro, semianular, sinuosa, de aleta.
Por su desarrollo longitudinal: tamaño y dirección.
Por su ubicación: entre el labio (borde) y el cuello de la vasija, en el mismo labio, entre el borde y el hombro, a modo de espuerta, sobreelevada con respecto al labio.
Por su número, por su disposición y por su orientación (diametral o lateral).
En las asas de orientación lateral: de fijación vertical, horizontal u oblicua.
Por su sección transversal.
Por sus detalles decorativos: acanaladuras, trenzados, digitaciones.

### Tipos de asidero
Además de una clasificación general por su tamaño: desde la pequeña protuberancia hasta el mango, y de términos comunes con las asas (como su ubicación, número y disposición), se pueden diferenciar los siguientes tipos de asidero:
Con perforaciones para cuerdas, tiras de cuero, etc. Como en las cantimploras.
De mamelón (pezón o tetón).
De botón y de pitón.
Anular o de anillo.
De mango, y de pestaña.
De herradura y de lengüeta.
Tubular o de túnel.
Multiperforado o de puente, muy usado en la cerámica de América, tiene la particularidad de que une dos o más "bocas" de la vasija.

## Tipología documentada

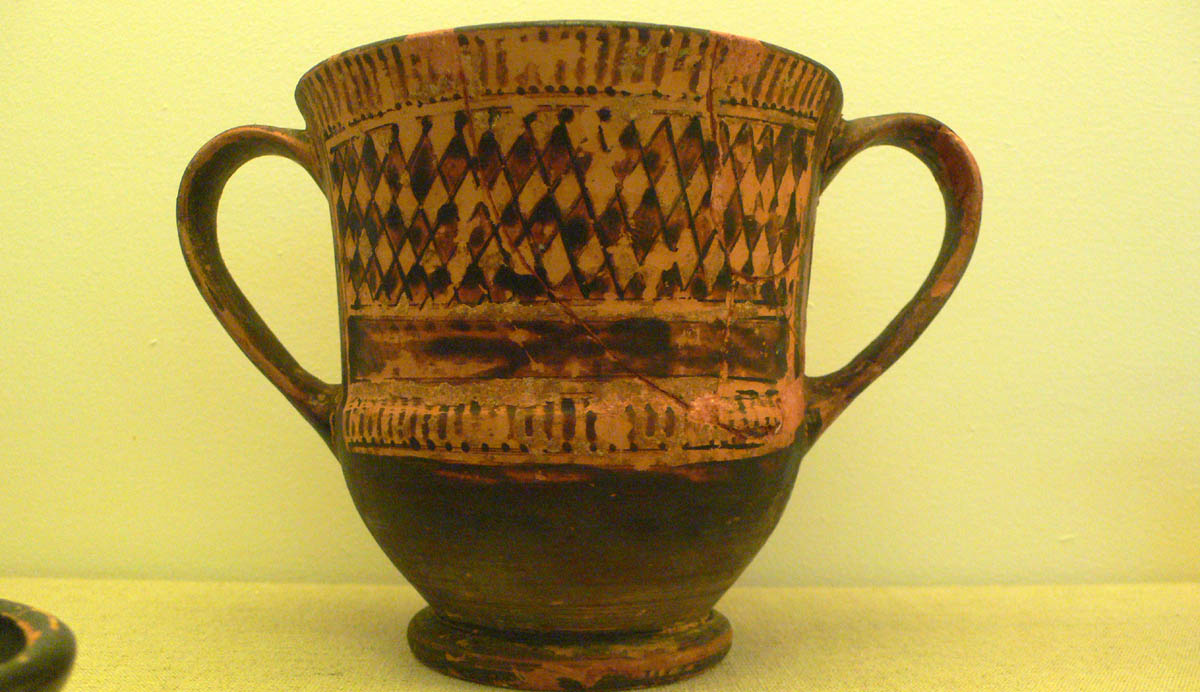
Asas de oreja en una crátera griega de la necrópolis del Puig des Molins (Ibiza) (hacia s. IV a. C.)
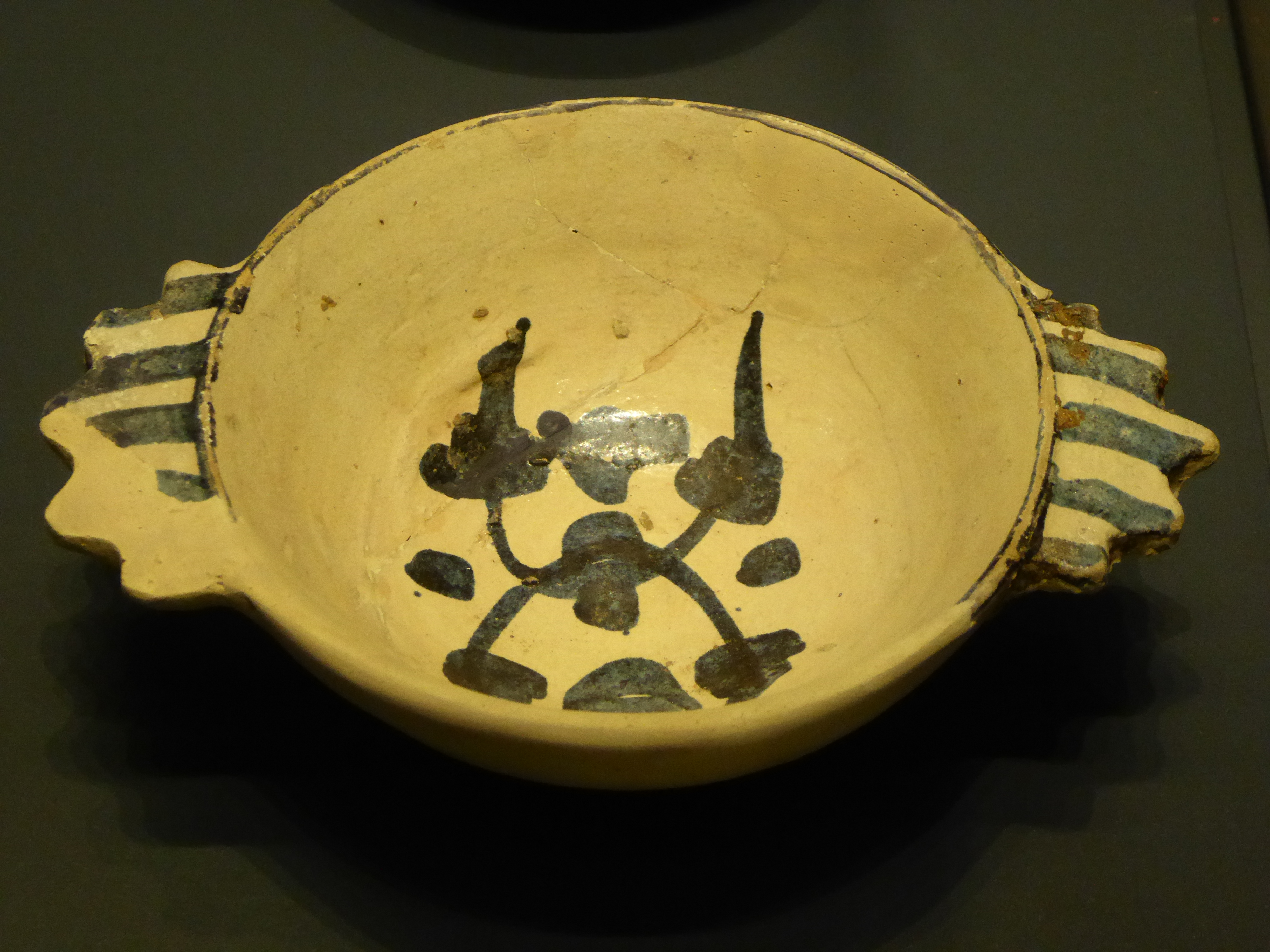
Escudilla con asas de orejeta de Muel -xv-. Museo del Teatro Romano de Caesaraugusta.
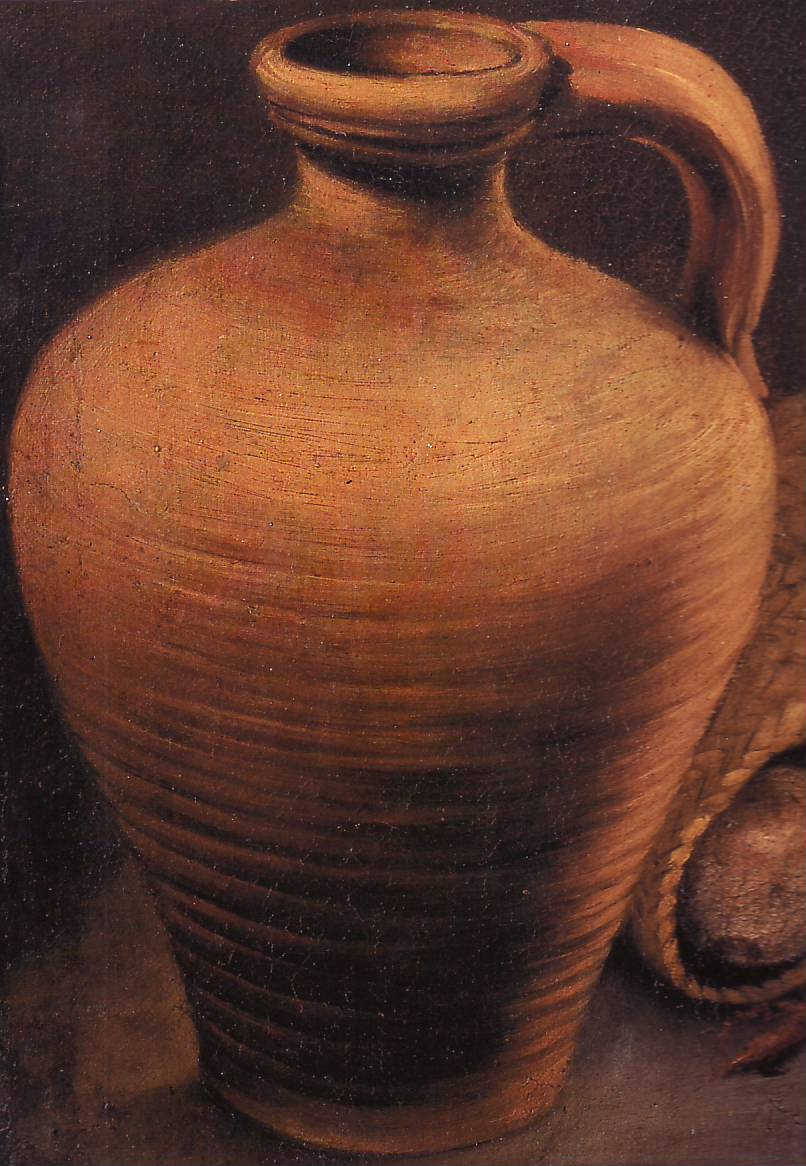
Asa de cinta en un cántaro, de cuya boca sale hasta el 'hombro' donde se apoya en forma de lengüeta. Detalle del cuadro Niño espulgándose pintado por Murillo hacia 1650.
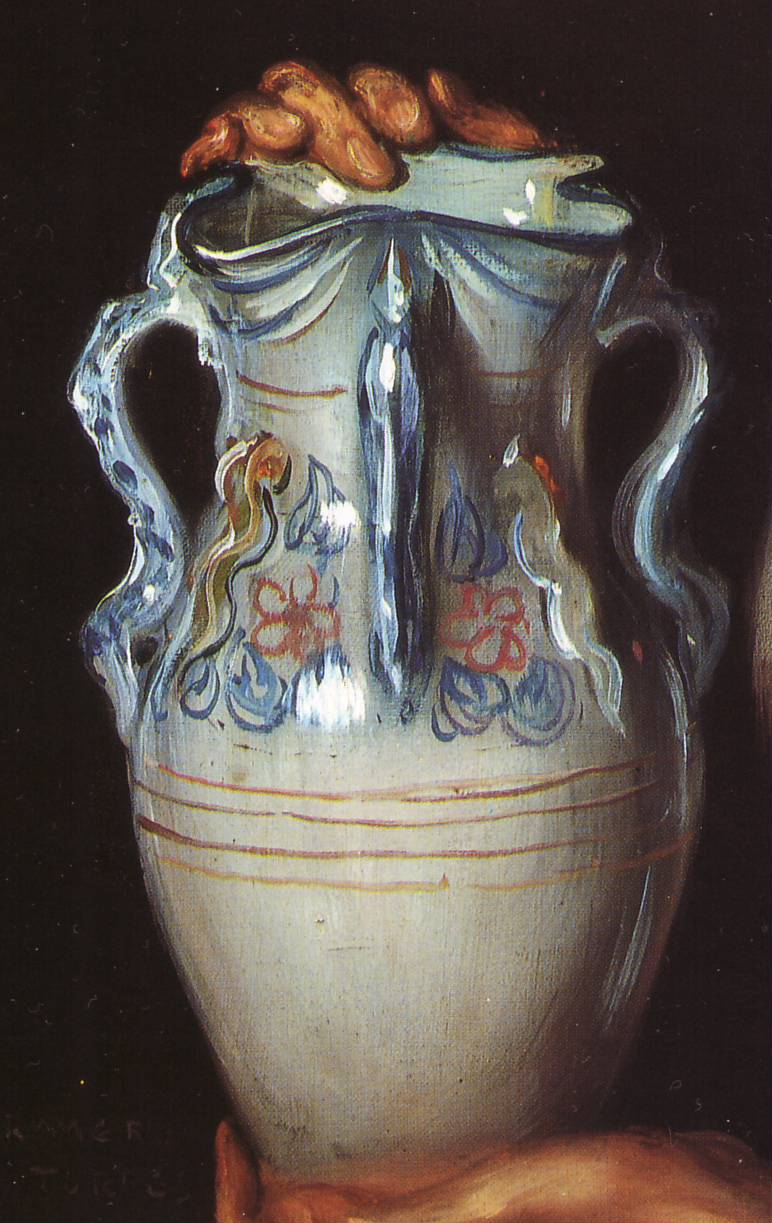
Tres de las asas de una jarra de cuatro picos, muy similar a las que en Andújar llaman "jarra de estudiante". Detalle del cuadro La niña de la jarra, pintado en 1928 por Julio Romero de Torres.